# 安德烈亞·馬格拉斯
安德烈亞·馬格拉斯（義大利語：Andrea Magrassi；1993年2月6日—）是一位意大利足球運動員。在場上的位置是前鋒。他現在效力於意大利足球甲級聯賽球隊桑普多利亞足球俱樂部。